# Ескатопа (Мисисипи)
Ескатопа (енгл. Escatawpa) насељено је место без административног статуса у америчкој савезној држави Мисисипи.

## Демографија
По попису из 2010. године број становника је 3.722, што је 156 (4,4%) становника више него 2000. године.
| Група             | 2000.         | 2010.         |
| Белци             | 2.852 (80,0%) | 2.764 (74,3%) |
| Афроамериканци    | 629 (17,6%)   | 813 (21,8%)   |
| Азијати           | 26 (0,7%)     | 10 (0,3%)     |
| Хиспаноамериканци | 21 (0,6%)     | 98 (2,6%)     |
| Укупно            | 3.566         | 3.722         |